# Eerste Liberiaanse Burgeroorlog
De (Eerste) Liberiaanse Burgeroorlog was een burgeroorlog in het Afrikaanse land Liberia die duurde van 1989 tot 1996. Drie jaar later werd deze oorlog gevolgd door de Tweede Liberiaanse Burgeroorlog.
In 1980 had Samuel Doe zichzelf door middel van een staatsgreep tot president van Liberia verheven. Het dictatoriale beleid dat hij hanteerde leidde tot een economische depressie. Zijn voormalige bondgenoot Charles Taylor was inmiddels naar Ivoorkust gevlucht, waar hij het National Patriotic Front of Liberia oprichtte waarmee hij een noordelijke Liberiaanse regio bezette op 24 december 1989. Het Liberiaanse leger vocht terug, maar maakte geen onderscheid tussen de rebellen en de bevolking van het gebied, waardoor er duizenden burgerslachtoffers vielen. Veel van de overlevenden vluchtten naar Ivoorkust en Guinee.
De rebellen vochten hun weg naar het zuiden, waar een tweede rebellengroep onder leiding van Prince Johnson ook tegen het leger vocht, en zij veroverden in de verwarring van de burgeroorlog die ze veroorzaakten een groot deel van Liberia. Samuel Doe zat gevangen in zijn landhuis, en weigerde ondanks verzoeken van de Economische Gemeenschap van West-Afrikaanse Staten om in ballingschap te gaan. Op 9 september 1990 werd hij door de opstandelingen vermoord. 
Na de dood van de president eiste zowel Taylor als Johnson het presidentschap op; de EGWAS richtte met steun van Johnson een interim-overheid op met als staatshoofd Amos Sawyer. In 1992 viel Taylor de hoofdstad Monrovia aan, maar de West-Afrikaanse staten wisten alle partijen rond de tafel te krijgen voor vredesbesprekingen die in augustus 1993 leidden tot een door Johnson en Sawyer gekozen regering. Door middel van het Akosombo Verdrag probeerde men in het najaar van 1994 een meer democratisch systeem in te voeren; onderhandelingen hierover duurden meer dan een jaar, maar in 1996 braken er tussen de aanhangers van Taylor en Johnson opnieuw gevechten uit in Monrovia. Vrijwel alle vertegenwoordigers van internationale ngo's werden geëvacueerd en een groot deel van de stad werd verwoest. 
Uiteindelijk bereikten de partijen overeenstemming over ontwapening en werd een datum in juli 1997 voor de eerste verkiezingen gekozen. Taylor won deze met een grote meerderheid, en dankzij de vrede konden veel van de vluchtelingen in de buurlanden terugkeren naar Liberia. De aanhangers van de vermoorde president Doe organiseerden zich in de Liberians United for Reconciliation and Democracy, die in 1999 de aanleiding zouden vormen voor de Tweede Liberiaanse Burgeroorlog. 
De Verenigde Naties schatten dat de eerste burgeroorlog aan 150.000 mensen het leven heeft gekost, en dat 850.000 mensen door de oorlog naar vluchtelingenkampen in de omringende landen zijn gedwongen.